# Le Prisonnier du Temple
Pour plus de détails, voir Fiche technique et Distribution.
Le Prisonnier du Temple (Dangerous Exile) est un film britannique de Brian Desmond Hurst, sorti en 1957.

## Synopsis
En 1795, une montgolfière apparemment à la dérive descend vers une île du comté de Pembroke au pays de Galles, et un petit garçon en tombe indemne. Il est recueilli par Virginia Traill, une jeune Américaine qui séjourne chez sa tante, la châtelaine Lady Lydia Fell. Le mystérieux garçonnet refuse de répondre à toutes questions, mais l'arrivée consécutive sur l'île de Français de tous bords révèle aux deux femmes que l'enfant est vraisemblablement de noble lignée. En effet, le garçon fait l'objet d'un enjeu : des révolutionnaires sont venus pour l'enlever tandis qu'un royaliste, le duc Philippe de Beauvais, se pose en protecteur pour le maintenir sur l'île. L'identité de l'enfant est alors dévoilée : il s'agit du dauphin Louis XVII que les citoyens veulent exécuter au nom de la Révolution comme ils l'ont déjà fait pour ses parents. Philippe de Beauvais mène une lutte acharnée pour défendre l'enfant royal tout en craignant pour la vie de son propre fils qui a pris la place du dauphin dans la prison du Temple à Paris, espérant qu'il pourra leurrer les révolutionnaires jusqu'à ce qu'il soit définitivement parvenu à mettre hors d'atteinte le jeune monarque.

## Fiche technique
- Titre original : Dangerous Exile
- Titre français : Le Prisonnier du Temple[1]
- Réalisation : Brian Desmond Hurst, assisté de George Pollock
- Scénario : Robin Estridge d'après le roman de Vaughan Wilkins (en), A King Reluctant (Jonathan Cape Publishing, 1952[2])
- Dialogues additionnels : Patrick Kirwan
- Direction artistique : Jack Maxsted
- Décors : Ferdinand Bellan, Arthur Taksen
- Costumes : Eleanor Abbey
- Photographie : Geoffrey Unsworth
- Son : Gordon K. McCallum, Sydney Wiles
- Montage : Peter Bezencenet
- Musique : Georges Auric
- Production : George H. Brown, Earl St. John
- Sociétés de production : George H. Brown Productions (Royaume-Uni), The Rank Organisation (Royaume-Uni)
- Sociétés de distribution : The Rank Organisation (Allemagne, États-Unis, Royaume-Uni), Les Films du Nord (France)
- Pays de production :  Royaume-Uni
- Langue originale : anglais
- Format : 35 mm — couleur (Eastmancolor) — 1.85:1 Vistavision — son monophonique (Westrex Recording System)
- Genre : film d'aventure, film historique
- Durée : 91 minutes[3]
- Dates de sortie : 
  - Royaume-Uni : 12 décembre 1957
  - France : avril 1958
- (fr) Classification CNC : tous publics (visa d'exploitation no 19817 délivré le 20 mai 1958)

## Distribution
- Louis Jourdan  (VF : Jean-Louis Jemma) : le duc Philippe de Beauvais
- Belinda Lee  (VF : Nadine Alari) : Virginia Traill
- Keith Michell  (VF : Jacques Berthier) : le colonel Saint-Gérard
- Richard O'Sullivan : Louis XVII/Richard de Beauvais
- Martita Hunt : Lady Lydia Fell
- Finlay Currie  (VF : Pierre Morin) : Monsieur Patient
- Anne Heywood : Glynis (Lucie en VF)
- Jean Mercure  (VF : lui-même) : le chef de la police
- Jacques Brunius : De Chassagne
- Jean Claudio  (VF : lui-même) : De Castres, le camarade de Philippe à Paris
- Raymond Gérôme  (VF : lui-même) : le citoyen-chef de la Révolution
- Terence Longdon (VF : Jean-Claude Michel) : Colonel Sir Frederick Venner
- Frederick Leister (VF : Abel Jacquin) : Capitaine Andrew Ogden (Arthur en VF)
- Laurence Payne (VF : Jacques Beauchey) : Lautrec
- Austin Trevor  (VF : Jacques Berlioz) : Petival, le banquier
- et les voix de Serge Nadaud (un capitaine), Lucien Bryonne (un révolutionnaire), Paul Bonifas (un docteur).

## Tournage
- Période de prises de vue : fin 1957[4].
- Intérieurs : Pinewood Studios (Royaume-Uni).
- Extérieurs en Cornouailles : St Michael Caerhays (château de Caerhays), Carrick Roads, Falmouth, Gorran Haven, Porthluney Cove.

## Accueil
Le critique américain David Sterritt s'accorde avec celui du New York Times, Howard Thompson, pour dire que malgré son manque de suspense, le film reste cependant captivant grâce à ses qualités : minutieux décors intérieurs du château, paysages côtiers azurés et sombres cachots parisiens.